# Don’t Look Back (album Boston)
Don’t Look Back – drugi album studyjny amerykańskiej grupy rockowej Boston, wydany 2 sierpnia 1978 roku nakładem wydawnictwa Epic Records. Piosenka tytułowa, Don’t Look Back, okazała się jednym z większych hitów zespołu, osiągając pozycję czwartą na liście przebojów Billboard Hot 100. Już miesiąc po wydaniu wyprzedano ponad cztery miliony kopii. RIAA przyznało albumowi status siedmiokrotnej platynowej płyty amerykańskiej.
Podczas wydania albumu doszło do konfliktu pomiędzy Epic Records a Tomem Scholzem. Następna płyta Boston, Third Stage, ukazała się dopiero we wrześniu 1986 roku. Początkowo płyta miała nosić tytuł Arrival, lecz Brad Delp oraz Tom Scholz odkryli że grupa ABBA wydała już album o tej samej nazwie. Na niektórych wydaniach kasetowych wytwórni Columbia Records płyta jest błędnie podpisana jako Arrival. Utwór Party, szósty na tej płycie, napisany wspólnie przez Brada Delpa i Toma Scholza, jest kontynuacją utworu Smokin' z poprzedniej płyty, Boston.

## Lista utworów

### Strona 1
| 1. | "Don’t Look Back" (Tom Scholz) | 5:57  |
|    |                                |       |
| 2. | "The Journey" (Scholz)         | 1:46  |
|    |                                |       |
| 3. | "It's Easy" (Scholz)           | 4:26  |
|    |                                |       |
| 4. | "A Man I'll Never Be" (Scholz) | 6:37  |
|    |                                |       |
|    |                                | 18:46 |
|    |                                |       |

### Strona 2
| 1. | "Feelin' Satisfied" (Scholz) | 4:11  |
|    |                              |       |
| 2. | "Party" (Brad Delp, Scholz)  | 4:07  |
|    |                              |       |
| 3. | "Used To Bad News" (Delp)    | 2:56  |
|    |                              |       |
| 4. | "Don’t Be Afraid" (Scholz)   | 3:48  |
|    |                              |       |
|    |                              | 15:02 |
|    |                              |       |

## Skład
- Tom Scholz – gitara, keyboard, gitara basowa;
- Bradley Delp – wokale, harmonie wokalne;
- Barry Goudreau – gitara, gitara rytmiczna na "Don’t Look Back", "The Journey", "Used to Bad News" i "Don’t Be Afraid";
- Fran Sheehan – gitara basowa, instrumenty perkusyjne na "Don’t Look Back";
- Sib Hashian – perkusja, instrumenty perkusyjne.